# Porphyrinia ostrina
Porphyrinia ostrina là một loài bướm đêm trong họ Noctuidae.